# Lagarto-verme-de-berthold
O lagarto-verme de Berthold (Leposternon infraorbitale) é uma espécie de lagarto-verme da família Amphisbaenidae. É endêmico do Brasil.